# GKB VT 70
De VT 70 is een tweedelig diesel treinstel voor het regionaal personenvervoer van de Graz-Köflacher Bahn und Busbetrieb GmbH (GKB).

## Geschiedenis
Het treinstel werd door Linke-Hofmann-Busch in 1976 ontworpen en gebouwd. Hierbij werd gebruikgemaakt van het concept U-Bahn treinen van het type DT 3 van de Hamburger Hochbahn.
De treinen voor de Graz-Köflacher Eisenbahn werden in licentie bij Simmering-Graz-Pauker (SGP) in Graz gebouwd.
Die Graz-Köflacher Bahn und Busbetrieb GmbH verzorgt het regionaal personenvervoer in de deelstaat Steiermark. Het hoofdkantoor is gevestigd in Graz.

## Constructie en techniek
Deze trein is opgebouwd uit een stalen frame van geprofileerde platen. Deze treinen kunnen tot vijf treinen gecombineerd rijden. De treinstellen zijn uitgerust met luchtvering.

## Treindiensten
De treinen worden/werden door Graz-Köflacher Eisenbahn ingezet op de volgende trajecten.
- Köflacherbahn, Graz Hauptbahnhof - Graz Köflacherbahnhof - Lieboch - Köflach
- Wieserbahn, Lieboch - Wies-Eibiswald